# 巴伐利亚州魏森堡
巴伐利亚州魏森堡（德語：Weißenburg in Bayern，發音：[ˈvaɪsn̩bʊʁk ʔɪn ˈbaɪɐn]；又译拜恩州魏森堡）是德国巴伐利亚州中弗兰肯行政区魏森堡-贡岑豪森县的城市，也是魏森堡-贡岑豪森县的县治，面积97.58平方千米，2023年12月31日人口为18,931人。